# Abidjan-Niger-Bahn
| |                     |                                                 |                                                 |
| Streckenlänge: | etwa 1150 km        |                                                 |                                                 |
| Spurweite: | 1000 mm (Meterspur) |                                                 |                                                 |
| |                     |                                                 |                                                 |
| \| \| 0 \| Port-Bouët \| 6 m \| \| \| \| Treichville \| 1 m \| \| \| \| Pont Félix-Houphouët-Boigny (über Ébrié-Lagune) \| \| \| \| \| Abidjan-Lagune \| 10 m \| \| \| \| Anyama \| 82 m \| \| \| \| Agboville \| 32 m \| \| \| \| Eisenbahnbrücke Dimbokro (über N’Zi) \| \| \| \| \| Dimbokro \| 114 m \| \| \| \| Bouaké \| 312 m \| \| \| \| Katiola \| 326 m \| \| \| \| Tafiré \| 402 m \| \| \| \| Kouroukouna \| 374 m \| \| \| \| Ferkessédougou \| 332 m \| \| \| \| Ouangolodougou \| 328 m \| \| \| 617 \| Elfenbeinküste/Burkina Faso \| 297 m \| \| \| \| Niangoloko \| 337 m \| \| \| \| Banfora \| 320 m \| \| \| \| Bobo-Dioulasso \| 443 m \| \| \| \| Siby \| 369 m \| \| \| \| Koudougou \| 314 m \| \| \| \| Ouagadougou \| 297 m \| \| \| 1150 \| Kaya \| 340 m \| |                     |                                                 |                                                 |
| Betriebs-/Güterbahnhof Streckenanfang | 0                   | Port-Bouët                                      | 6 m                                             |
| Bahnhof |                     | Treichville                                     | 1 m                                             |
| Brücke über Wasserlauf |                     | Pont Félix-Houphouët-Boigny (über Ébrié-Lagune) | Pont Félix-Houphouët-Boigny (über Ébrié-Lagune) |
| Bahnhof |                     | Abidjan-Lagune                                  | 10 m                                            |
| Bahnhof |                     | Anyama                                          | 82 m                                            |
| Bahnhof |                     | Agboville                                       | 32 m                                            |
| Brücke über Wasserlauf |                     | Eisenbahnbrücke Dimbokro (über N’Zi)            | Eisenbahnbrücke Dimbokro (über N’Zi)            |
| Bahnhof |                     | Dimbokro                                        | 114 m                                           |
| Bahnhof |                     | Bouaké                                          | 312 m                                           |
| Bahnhof |                     | Katiola                                         | 326 m                                           |
| Bahnhof |                     | Tafiré                                          | 402 m                                           |
| Bahnhof |                     | Kouroukouna                                     | 374 m                                           |
| Bahnhof |                     | Ferkessédougou                                  | 332 m                                           |
| Bahnhof |                     | Ouangolodougou                                  | 328 m                                           |
| Grenze | 617                 | Elfenbeinküste/Burkina Faso                     | 297 m                                           |
| Bahnhof |                     | Niangoloko                                      | 337 m                                           |
| Bahnhof |                     | Banfora                                         | 320 m                                           |
| Bahnhof |                     | Bobo-Dioulasso                                  | 443 m                                           |
| Bahnhof |                     | Siby                                            | 369 m                                           |
| Bahnhof |                     | Koudougou                                       | 314 m                                           |
| Bahnhof |                     | Ouagadougou                                     | 297 m                                           |
| Betriebs-/Güterbahnhof Streckenende | 1150                | Kaya                                            | 340 m                                           |

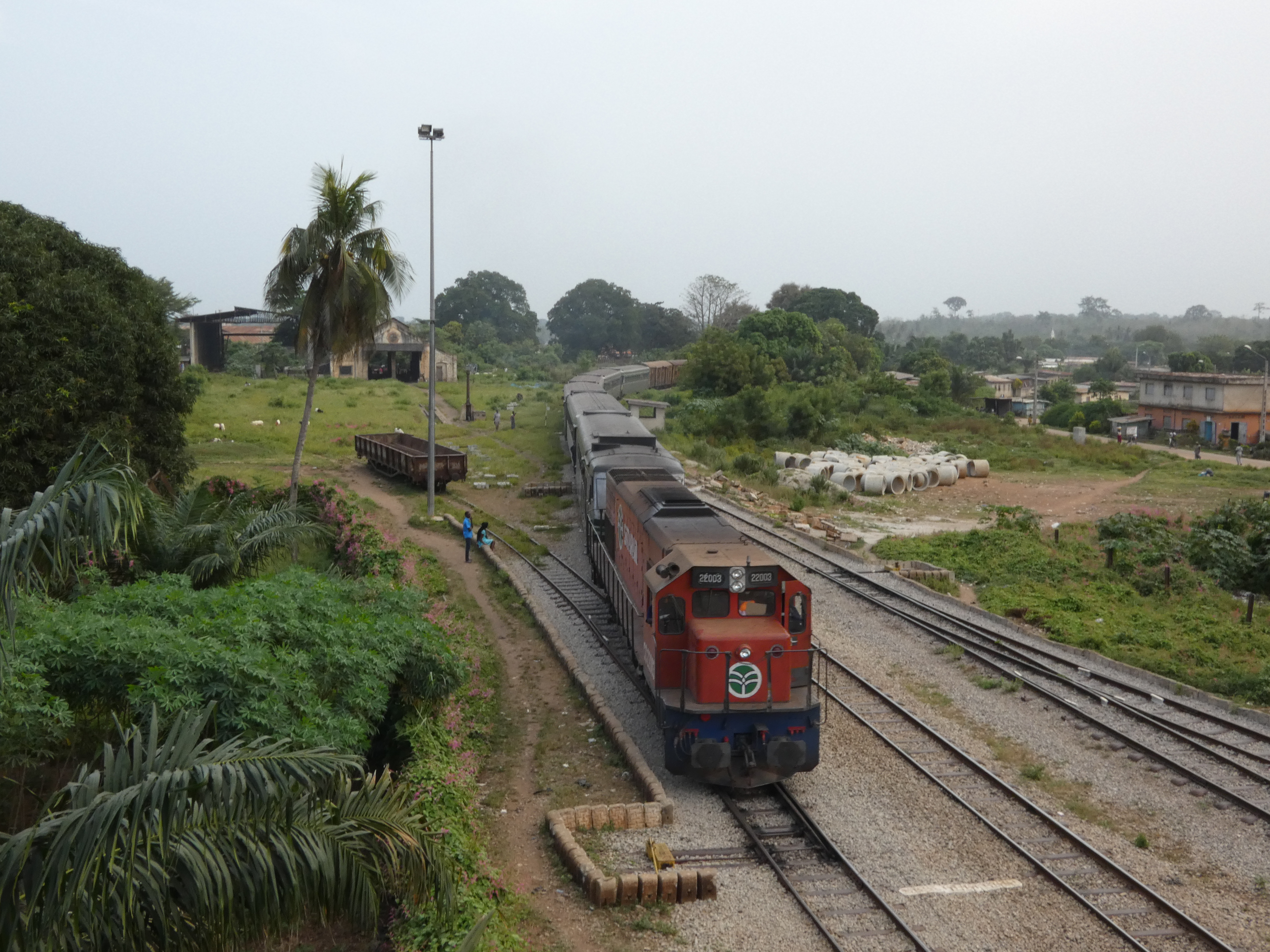
Train express 11 am 2. November 2017 auf der Fahrt von Treichville nach Ouagadougou

Unter dem Namen Abidjan-Niger-Bahn besteht eine meterspurige Bahnstrecke von Port-Bouët und Treichville an der Elfenbeinküste in Westafrika Richtung Niger in der Sahelzone. Die je nach Angaben 1.245 bis 1.264 km lange Strecke verbindet Burkina Faso im Norden mit der Elfenbeinküste und dem Atlantik im Süden. 617 km befinden sich in Burkina Faso.

## Geschichte
Der malische Architekt Scheich Abd El Kader hat 2005 in den Archiven Pläne der folgenden Eisenbahnlinien in Französisch-Westafrika gefunden:
- Conakry-Niger-Bahn (Guinea – Mali)
- Dakar-Niger-Bahn (bis Koulikoro) (Senegal – Mali)
- Abidjan-Niger-Bahn via Bouaké – Bobo-Dioulasso (bis Niamey) (Elfenbeinküste – Burkina Faso – Niger)
- Mittelmeer-Niger-Bahn vom Norden Malis bis nach Algier, Teile in Betrieb 1941–1967

Nicht alle diese Linien wurden auf ihrer gesamten Linie erstellt. Dies zeigt jedoch, dass die Franzosen die Weltabgeschiedenheit jener Gebiete mit einem Gesamtkonzept lösen wollten.
Zur Zeit der Kolonialisierung bildeten Burkina Faso (damals Obervolta) und die Elfenbeinküste eine gemeinsame französische Kolonie. Bereits 1898 erhielt die Mission von Houdaille den Auftrag, von der Küste aus einen Weg zur Erschließung des Landesinneren zu suchen. Die Trasse wurde zwar im darauffolgenden Jahr bewilligt, aber der Tiefseehafen Abidjan wurde erst nach einer Mission im Jahre 1901 festgelegt. Zuvor befand sich der Hafen in Grand-Bassam. In Abidjan war der erste Hafen Port-Bouët, der nach der Eröffnung des Vridi-Kanals in die Ébrié-Lagune mit demjenigen von Treichville ergänzt wurde.
Zum Abtransport von Rohstoffen und für die Zuführung von Arbeitskräften wurde ein leistungsfähiges Transportmittel benötigt, weshalb Abidjan als Startpunkt der Eisenbahnstrecke festgelegt wurde. Die Bahn sollte bis nach Niamey in Niger gebaut werden, wovon der Name zeugt. Eine weitere Mission unter Robert Wallace Crosson-Duplessis legte 1903 die Streckenführung der ersten 78 km fest.

### Bau
Der Bau wurde am 12. Januar 1904 begonnen, 1907 wurde Agboville, 1908 Dimbokro und 1912 Bouaké erreicht, was während des Ersten Weltkriegs der Endpunkt der Strecke bleiben sollte. Nach dem Krieg wurden 1919 die Bauarbeiten wieder aufgenommen. Durch die Aufteilung von Obersenegal und Niger entstand die neue Kolonie Obervolta, die mit einem Anschluss ans Meer versehen werden musste, was eine Änderung der Streckenführung nötig machte, so dass nicht mehr Niger das Endziel der Strecke sein sollte. Die Strecke führte weiter über Katiola, das 1924 erreicht wurde, nach Ferkessédougou, das 1929 den Bahnanschluss erhielt. Am 25. Januar 1934 wurde Bobo erreicht, die erste Stadt  im ehemaligen Obervolta, denn die Kolonie bestand zu diesem Zeitpunkt schon wieder nicht mehr. Nach dem Zweiten Weltkrieg wurde Koudougou am 16. Mai 1953 erreicht und Ouagadougou im Jahre 1954, dessen Bahnhof am 30. Oktober eröffnet wurde. Seither wurde die Strecke von Ouagadougou bis nach Kaya, nördlich der burkinischen Hauptstadt, verlängert.
Der Weiterbau durch den Sahel wurde im Februar 1985 aufgenommen und die Strecke bis Kaya im Dezember eröffnet.

### Betrieb zur Kolonialzeit
Die Bahn wurde durch die Régie du Chemin de Fer Abidjan Niger (RAN, französisch für „Regiebetrieb der Abidjan-Niger-Bahn“) betrieben. Sie war bis in die 1950er Jahre ausschlaggebend für die sozioökonomische und raumplanerische Entwicklung des von der Bahn durchfahrenen Gebietes. Während die bereits bestehenden Städte Abidjan und Bouaké durch die Bahn weiter wuchsen, sind die Städte Agboville und Dimbokro erst durch die Bahn entstanden. In den von der Bahn erschlossenen Städten entstanden Industriebetriebe, welche die Produkte aus dem Primärsektor verarbeiteten: in Abidjan mehrere Sägereien, in Dimbokro und in Bouaké Baumwollentkernbetriebe und in Bouaké auch noch eine Reismühle. Die Bedeutung der Bahn schwand mit der zunehmenden Motorisierung in den 1950er Jahren und der Verlagerung des Zentrums der landwirtschaftlichen Produktion weiter nach Westen.

### Betrieb als binationaler Regiebetrieb
Die Elfenbeinküste und Obervolta einigten sich, den gemeinsamen Betrieb durch die RAN auch nach Erlangen der Unabhängigkeit weiterzuführen. In ihrer Blütezeit beschäftigte die RAN über 6.000 Mitarbeiter. Ihre Arbeitsbedingungen waren besser als diejenigen der übrigen Staatsdiener, aber immer noch schlechter als diejenigen der privaten Arbeiter. 1985 wurde der ehemalige Weltbankmitarbeiter K. J. Budin zum Direktor ernannt. Innerhalb weniger Jahre wurden bis 1988 rund 600 Stellen abgebaut.

### Betrieb mit zwei Gesellschaften
1989 wurde die RAN aufgeteilt und aufgelöst. Den ivorischen Sektor übernahm die neue geschaffene Société Ivorienne de Chemin des Fer (SICF) (französisch für: Ivorische Eisenbahngesellschaft), den burkinischen die ebenso neue Société des Chemins de Fer du Burkina Faso (SCBF) (französisch für: Eisenbahngesellschaft von Burkina Faso). Es fuhren täglich mehrere Schnellzüge von Abidjan nach Bouaké (sechs Stunden Fahrzeit) und Ferkessédougou, sowie langsamere Züge zu günstigeren Preisen.

#### Elfenbeinküste (SICF)
Verschiedene Faktoren führten dazu, dass das Land in einen Strudel von Schulden hineingezogen wurde. Mitverantwortlich waren gemäß einem Weltbankbericht die Aufnahme von zu vielen Krediten bei internationalen Banken, welche zu viel Geld zur Verfügung stellten, aber auch geänderte Bedingungen im Kakaohandel, politisch motivierte Ernennungen und Korruption. Das alles hatte sowohl direkten, wie auch indirekten Einfluss auf die Bahn. Anfang der 1980er-Jahre war es nicht mehr möglich, Rollmaterial und Infrastruktur zu erneuern. Dies trieb die Betriebskosten massiv in die Höhe.
Der erste Geschäftsführende Direktor der SICF, Yao Koukaou, war ein ehemaliger Fuhrhalter ohne Erfahrung im Eisenbahnwesen. Er leitete einen stark wettbewerbsorientierten Kurs ein. Ohne Absprache mit den Gewerkschaften, die dafür auch nicht gerüstet gewesen waren, wurde die Belegschaft um ein Drittel reduziert, in Schlüsselbereichen wie Signalsteuerung oder Sicherheit eindeutig zu viel, da die Missstände im Infrastrukturbereich nicht behoben wurden, was nur durch höheren Personaleinsatz kompensierbar war. Dies führte zu betrieblichen Engpässen und Überstunden beim Personal.
Im März 1993 wurde eine neue Umstrukturierung eingeleitet, welche nach Meinung der Gewerkschaften etliche Vorteile brachte. So verzeichnet der Geschäftsbericht für das genannte Jahr 30 Prozent weniger Veruntreuungen und eine um 60 Prozent höhere Verfügbarkeit der Lokomotiven. Offensichtlich wurde die Wartung effizienter organisiert. Dies zeigte, wozu der Staatsbetrieb fähig gewesen wäre. Der Privatisierungsprozess war jedoch bereits angelaufen; bereits im Oktober 1992 war der erneute Zusammenschluss der beiden Streckenteile und deren Privatisierung angekündigt worden.
Die wichtigste Gewerkschaft im ivorischen Teil war der Syndicat National de la SICF (SYNASICF) (französisch für: Nationale Gewerkschaft der SICF). Bei der Privatisierung 1995 wurde der Name den neuen Gegebenheiten angepasst. Mehr zur neuen SYNTRARAIL weiter unten.

## Betriebliche Situation

### SITARAIL

#### Privatisierung
Das private Konsortium SITARAIL (Société Internationale de Transports Africains par Rail, französisch für: Internationale Gesellschaft für Afrikanische Schienentransporte) ist ein Tochterunternehmen von SAGA, welches zur Bolloré-Gruppe gehört, die im Speditionswesen tätig ist. SAGA wickelt rund 50 Prozent des Imports und Exports Burkina Fasos ab. Nachdem sich zwei weitere Interessenten zurückgezogen hatten, war SITARAIL der einzige Kandidat für die Übernahme der Strecke. Trotzdem dauerten die Verhandlungen zweieinhalb Jahre von März 1993 bis Herbst 1995. Auch weicht der unterzeichnete Vertrag wesentlich von der ursprünglichen Ausschreibung ab. Ein führendes Mitglied des Regierungsausschusses wechselte während der Verhandlungen zu SAGA. SITARAIL least das Rollmaterial und die Infrastruktur für eine an den Gewinn gekoppelte Benutzungsgebühr von der neuen staatlichen Gesellschaft Société de Gestion du Patrimoine Ferroviaire (SIPF) in der Republik Elfenbeinküste und der Société de Patrimoine ferroviaire du Burkina Faso (SOPAFER-B) in Burkina Faso. Gewisse Auflagen betreffend öffentlichen Interesses (Personenverkehr) wurden gemacht.

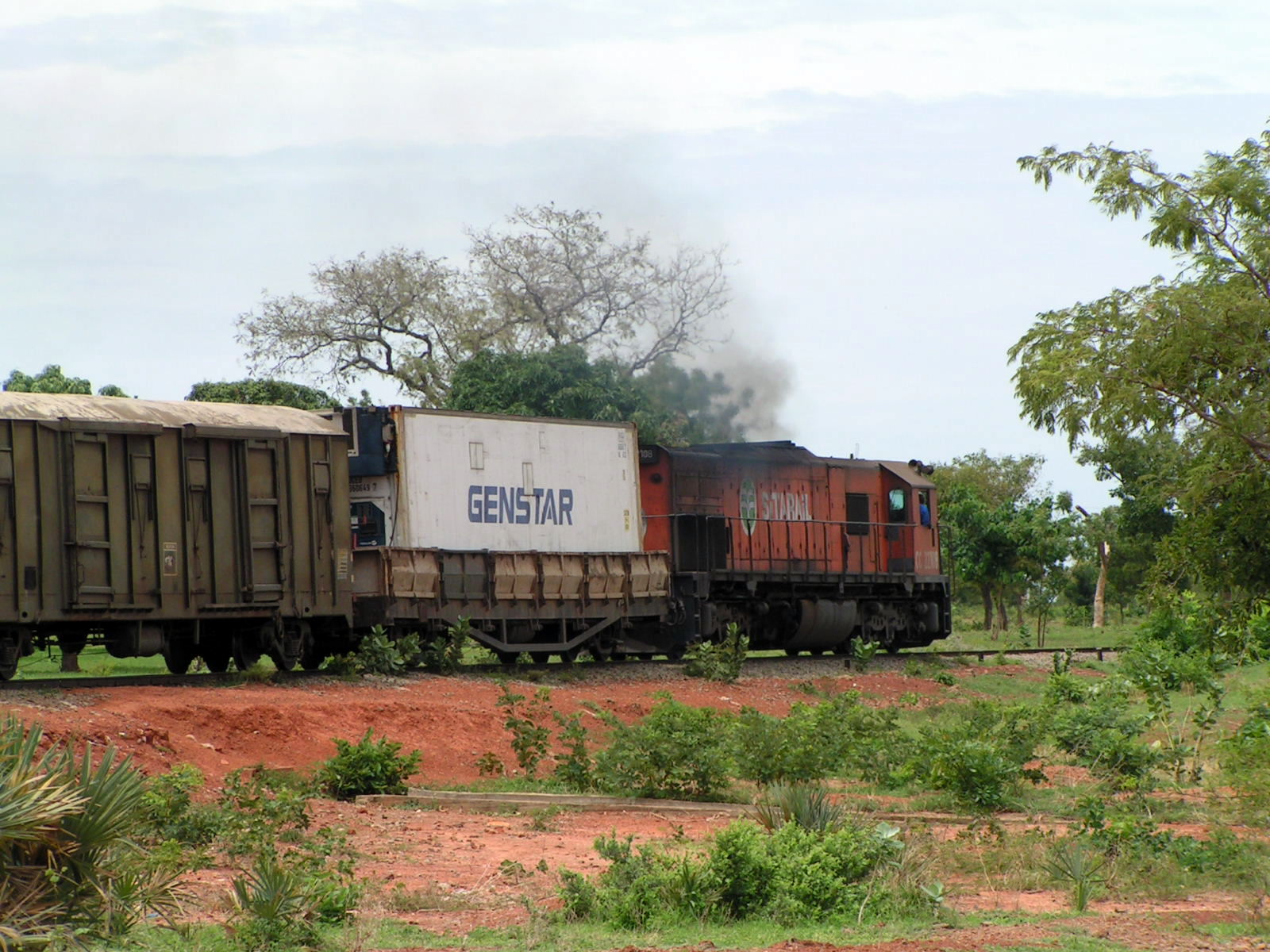
Sitarail Loko CC 22108 hat den Bahnhof von Bobo-Dioulasso verlassen und zieht einen gemischten Güterzug mit einem Kühlcontainer in der Richtung Abidjan, Mai 2006.

Ein wesentlicher Unterschied zur Ausschreibung sind die geplanten Investitionen zur Erneuerung. Ursprünglich hätte diese der Konzessionsnehmer (als SITARAIL) alleine tragen sollen. Von den geplanten 40 Milliarden CFA-Francs steuert SITARAIL nun acht Milliarden Francs bei. 3,5 Milliarden davon sind ein Kredit der französischen Entwicklungsbank (Caisse Française de Développement CFD). Der Rest stammt aus Krediten, welche bilaterale und multilaterale Hilfsorganisationen gegen eine Bürgschaft der Regierung der Republik Elfenbeinküste zur Verfügung stellten. Den Betrieb wickelt die südafrikanische Comazar ab.

#### Aufsichtsbehörden
Die beiden nationalen Organe SIPF und SOPAFER-B gelten als Regulierungsbehörden für SITARAIL. Gegenüber der Weltbank erklärten Angestellte der SIPF, dass es sehr schwierig sei, diese Aufgabe wahrzunehmen. Aus personellen Gründen könnten die von SITARAIL gelieferten Informationen nicht nachgeprüft werden, obwohl von diesen die zu bezahlenden Benutzungsgebühren abhängen.
Dabei wäre eine effiziente und kompetente Aufsichtsbehörde gerade im Fall von SAGA/SITARAIL wichtig, da SAGA über SITARAIL quasi das Monopol im Schienenverkehr hat und selbst den Markt des Straßentransports beherrscht. Da der Straßentransport rund 15 Prozent höhere Kosten verursacht als der Bahntransport, könnten höhere (am Gewinn gekoppelte) Benutzungsgebühren, die Vormachtstellung von SAGA gefährden. Konkurrenten von SAGA bezeichneten 1997 den Wettbewerbskampf der Bahn als unfair. Inwiefern sich die Sache heute präsentiert, kann nicht beurteilt werden. Zwar zeigt sich die Struktur etwas anders, sie wird aber weiterhin verwirklicht. Klar ist vor allem, dass weiterhin Bolloré ein großes finanzielles Engagement trägt und Comazar, eine Tochter der Holding der südafrikanischen Bahnen für den Betrieb verantwortlich zeichnet.

#### Fazit der Privatisierung
Brendan Martin und Marc Micoud von Public World zogen in ihrem Bericht Strukturanpassung und Eisenbahnprivatisierung im Jahre 1997 ein vorsichtiges Fazit:

„Der Konzessionsbetrieb in der Republik Elfenbeinküste wird von der Weltbank als Musterbeispiel für die Eisenbahnprivatisierung in Afrika präsentiert. Angesichts der Vorliebe der Weltbank für die Umstrukturierung durch Konzessionsvergabe zeigt es angeblich auch modellhaft, wie sich die vielen Probleme der afrikanischen Bahnen hinsichtlich Investitionen, Management und Kundenzufriedenheit meistern lassen könnten. Der Optimismus erscheint jedoch verfrüht. Das Modell Elfenbeinküste kann zum gegenwärtigen Zeitpunkt weder als Fehler noch als Erfolg bezeichnet werden, vor allem da die Investitionen in der geplanten Höhe erst realisiert werden müssen. Vielmehr besteht Grund zu der Annahme, dass die Probleme, die durch die Privatisierung gelöst werden sollen, auch ohne die Gefahr eines privaten Monopols hätten beseitigt werden können, wenn den Geschäftsleitungen der staatlichen Unternehmen dieselben Kredite zur Verfügung gestanden hätten, die auch dem Konzessionär in der Republik Elfenbeinküste gewährt werden.“

### Bürgerkrieg in der Elfenbeinküste
Beim Ausbruch des Bürgerkrieges brach am 19. September 2002 der Zugverkehr zusammen. Burkina Faso verlor den Anschluss ans Meer. Das war auch für SITARAIL schlecht, da von den 240.000 Passagieren rund die Hälfte und von den Gütertonnagen rund 80 Prozent aus Burkina Faso stammten. Da die Direktion in der Region von Abidjan angesiedelt ist und der Diesel für den Betrieb ebenfalls über diesen Hafen geliefert wird, musste auch der Betrieb zwischen Ouagadougou und Bobo-Dioulasso eingestellt werden. Erst im Mai 2003 verkehrten wieder Güterzüge auf Teilstrecken im Süden, ab 10. Juli ein kombinierter Personen- und Güterzug bis Dimbokro. Die internationale Verbindung war für den Güterverkehr ab Februar, für den Personenverkehr ab April 2004 nach anderthalb Jahren Unterbrechung bis Bobo-Dioulasso wieder offen. Der erste Zug am 1. April 2004 nach Burkina zählte 60 Passagiere und die gleiche Anzahl Sicherheitspersonal. Es verkehrte einmal wöchentlich ein durchgehender Zug pro Richtung.
Durch den monatelangen kriegsbedingten Stillstand geriet SITARAIL in finanzielle Schwierigkeiten. Am 8. Juli 2004 unterzeichnete die Gesellschaft in Ouagadougou mit den beiden Partnerstaaten ein Abkommen, in welchem die beiden Länder SITARAIL Zahlungsstundung gewährten, damit diese das Geld statt zur Bezahlung der Leasingraten in den dringend nötigen Ausbau des Betriebes stecken kann.

### Gewerkschaften
Die wichtigste Eisenbahnergewerkschaft ist der Syndicat des Travailleurs du Rail (SYNTRARAIL) (französisch für: Gewerkschaft der Eisenbahnarbeiter). SYNTRARAIL löste bei der Privatisierung den SYNASICF ab und ist Mitglied des ivorischen Gewerkschaftsbundes Union Générale des Syndicats de Côte d’Ivoire (UGTCI) (französisch für: Gemeinsamer Verband der Gewerkschaften der Elfenbeinküste).
Im Gegensatz zu den 1980er-Jahren war die Gewerkschaft bei der Privatisierung gewappnet. Anfang 1995 forderte sie von der Regierung Informationen über den befürchteten Stellenabbau und deren Bedingungen. Da die Regierung darauf nicht einging, wurde die Bahn bestreikt, indem die Ausfahrweiche von Treichville mit einer Lokomotive blockiert wurde. Wenige Tage später wurden Verhandlungen aufgenommen, der Streik jedoch erst nach Abschluss der Gespräche abgebrochen. SITARAIL reduzierte den Bestand von 4.000 (was bereits eine um ein Drittel reduzierte Belegschaft im Vergleich zur Anzahl Mitte der 1980er Jahre bedeutete) auf 1.815 Mitarbeiter. Die Gewerkschaft erstritt 14 Monatslöhne Abgangsentschädigung anstelle der vorgesehenen sieben und das Anrecht auf Frühpensionierung wurde von 20 auf 15 Dienstjahre gesenkt. Umschulungen konnte sie nicht durchsetzen. Hingegen erklärte sich die neue Gesellschaft bereit, als Auftragsunternehmen Firmen zu bevorzugen, welche von ehemaligen SICF-Beschäftigten gegründet worden waren. Die Instandhaltung der Gleise, das Flottenmanagement des Firmenfuhrparks und der Druck der Fahrpläne und Fahrkarten wurden entsprechend vergeben. Auch bei Neueinstellungen werden Ehemalige bevorzugt, jedoch zu Bedingungen wie Neubeschäftigte.

### Entwicklung nach 2010

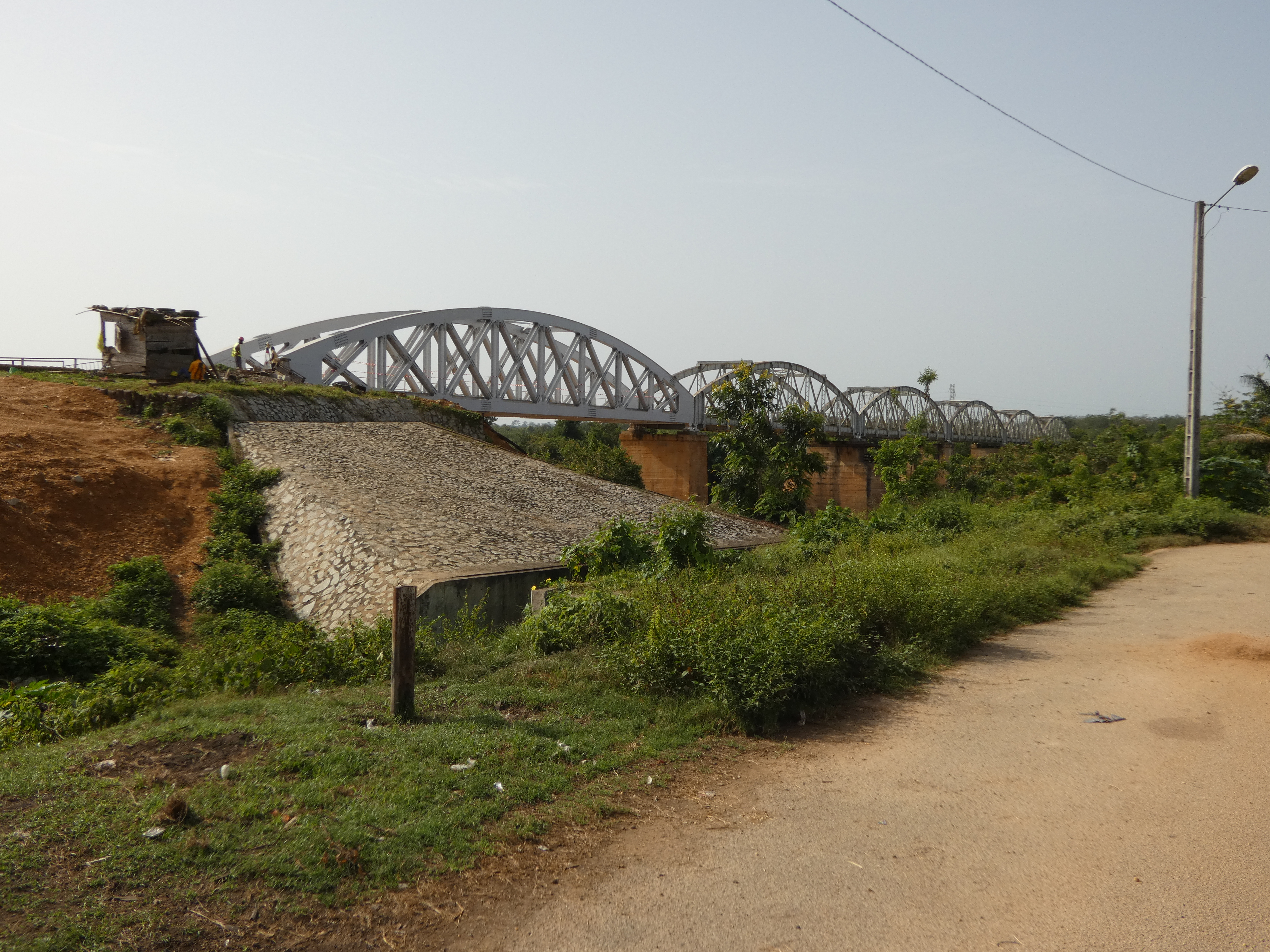
Die 2016 kollabierte Eisenbahnbrücke über den N'zi bei Dimbokro 2017 nach dem Wiederaufbau

2016 wurde die Konzession von SITARAIL erneuert. Das Unternehmen verpflichtete sich, die Strecke zu modernisieren. Diese Arbeiten haben am 4. Dezember 2017 begonnen. Sie sollen acht Jahre in Anspruch nehmen und 260 Mrd. CFA-Francs (ca. 400 Mio. Euro) sollen investiert werden. Die Arbeiten umfassen die Sanierung von 853 km der Eisenbahninfrastruktur, 50 Bauwerken, eines Bahnbetriebswerks und 31 Bahnhöfen. Weiter sollen Fahrzeuge modernisiert und auch zwei Reisezüge neu beschafft werden. Ziel ist es, nach Abschluss der Arbeiten pro Jahr zwei Millionen Tonnen Stückgut, drei Millionen Tonnen Mineralien und 800.000 Reisende pro Jahr transportieren zu können.
Im Norden Burkina Fasos befindet sich das große Manganvorkommen Tambao, das zum Abtransport der Erzes auf eine Verlängerung der Abidjan-Niger-Bahn angewiesen ist. Die potenzielle Förderung beträgt 3 Mio. t pro Jahr, mehr als das Dreifache der jetzigen Frachtmenge auf der Bahnstrecke. Das Bergwerk wird von Pan African Minerals entwickelt, seit Anfang 2015 liegt es jedoch brach, da die burkinische Regierung das Projekt blockiert.
Im September 2016 kollabierte das nördliche Segment der sechsspannigen Eisenbahnbrücke Dimbokro über den Fluss N’Zi, als ein Güterzug diese überquerte, wodurch der Bahnverkehr langfristig unterbrochen wurde. Verletzt wurde bei dem Unfall niemand. Im September 2017 war der Verkehr wieder durchgängig sichergestellt.
Im November 2017 verkehrten zwischen Abidjan und Ouagadougou je Richtung wöchentlich drei Personenzüge. Abfahrten waren jeweils Dienstag, Donnerstag und Samstag, wobei die Abfahrten dienstags als train special mit weniger Halten und die Abfahrten donnerstags und samstags als train express liefen. Ein Fahrschein der 2. Klasse kostete für die gesamte Strecke 31.000 CFA-Francs (ca.: 47 Euro), einer der 1. Klasse 35.000 CFA-Francs (ca.: 53 Euro). Die Wagen der 1. Klasse haben gepolsterte Sitze, sind klimatisiert und führen eine Bar. Die 2. Klasse verfügt über ungepolsterte Kunststoffsitze und ist nicht klimatisiert.
2019 wurden drei Triebwagen, neun Mittelwagen und drei Steuerwagen von den Appenzeller Bahnen erworben. Die Fahrzeuge werden bei ABH in Frankreich klimatisiert, die Triebwagen zu Generatorwagen umgebaut und der Antrieb ausgebaut. Die Züge werden später von amerikanischen Diesellokomotiven gezogen.

## Zahlen

### Rollmaterial

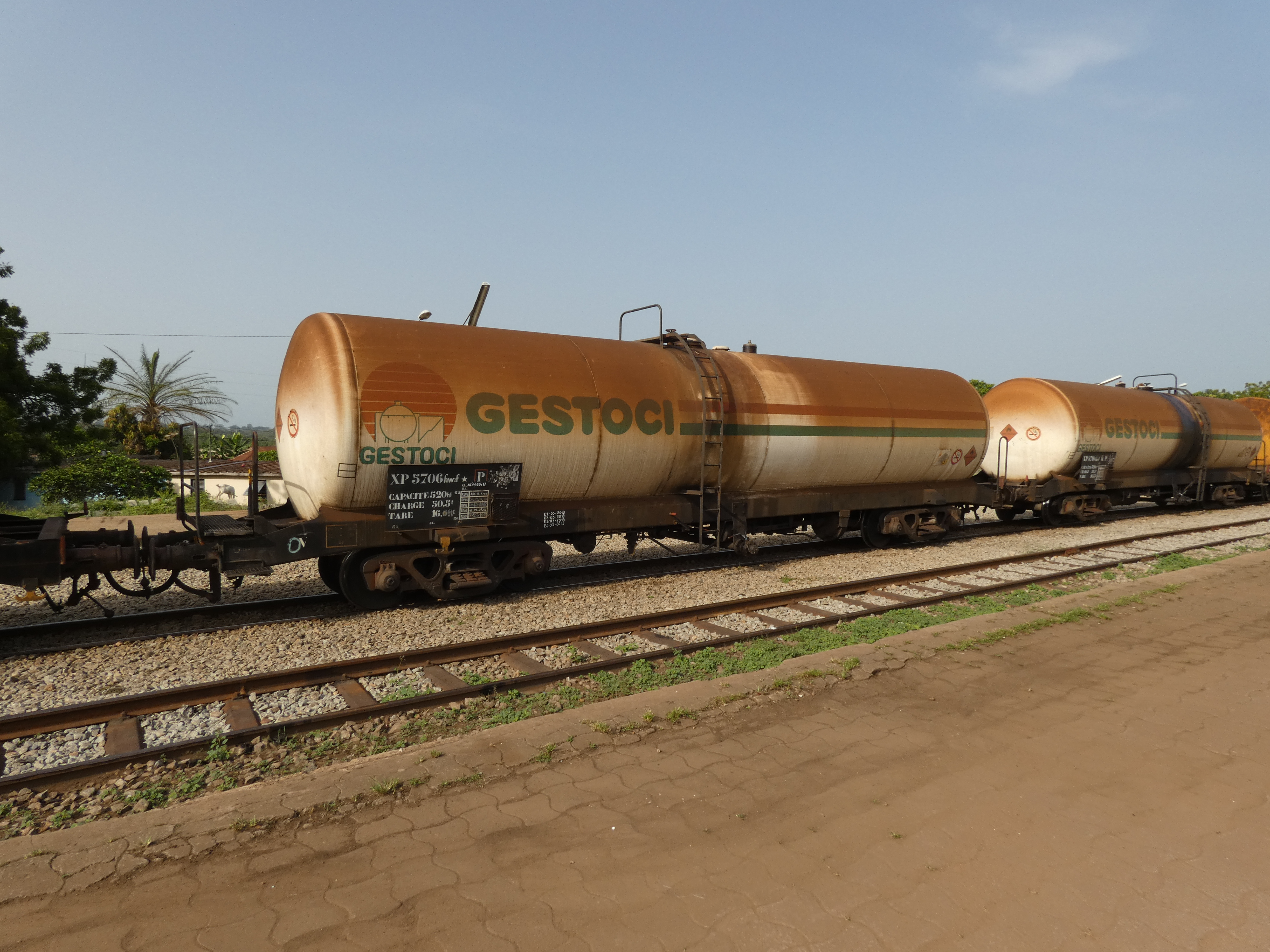
Kesselwagen der Firma Gestoci auf der Abidjan-Niger-Bahn

Die Zahlen beziehen sich auf das Jahr 2001. In Klammern die Gesamtzahl, links die Zahl der betriebsfähigen Ausrüstung.
- Lokomotiven: 18 (24)
- Güterwagen: 549 (631)
- Wagen von Dritten: 151 (197)
- Personenwagen: 20 (24)

### Personal
- 1980: 6.000 (RAN)
- 1988: 4.000 (SCFI und SCBF; 1.602 SCBF)
- 1995: 1.815 (SITARAIL)
- 2001: 1.720 (SITARAIL)
- ~2015: 1.450 (SITARAIL)[18]

### Güterverkehr

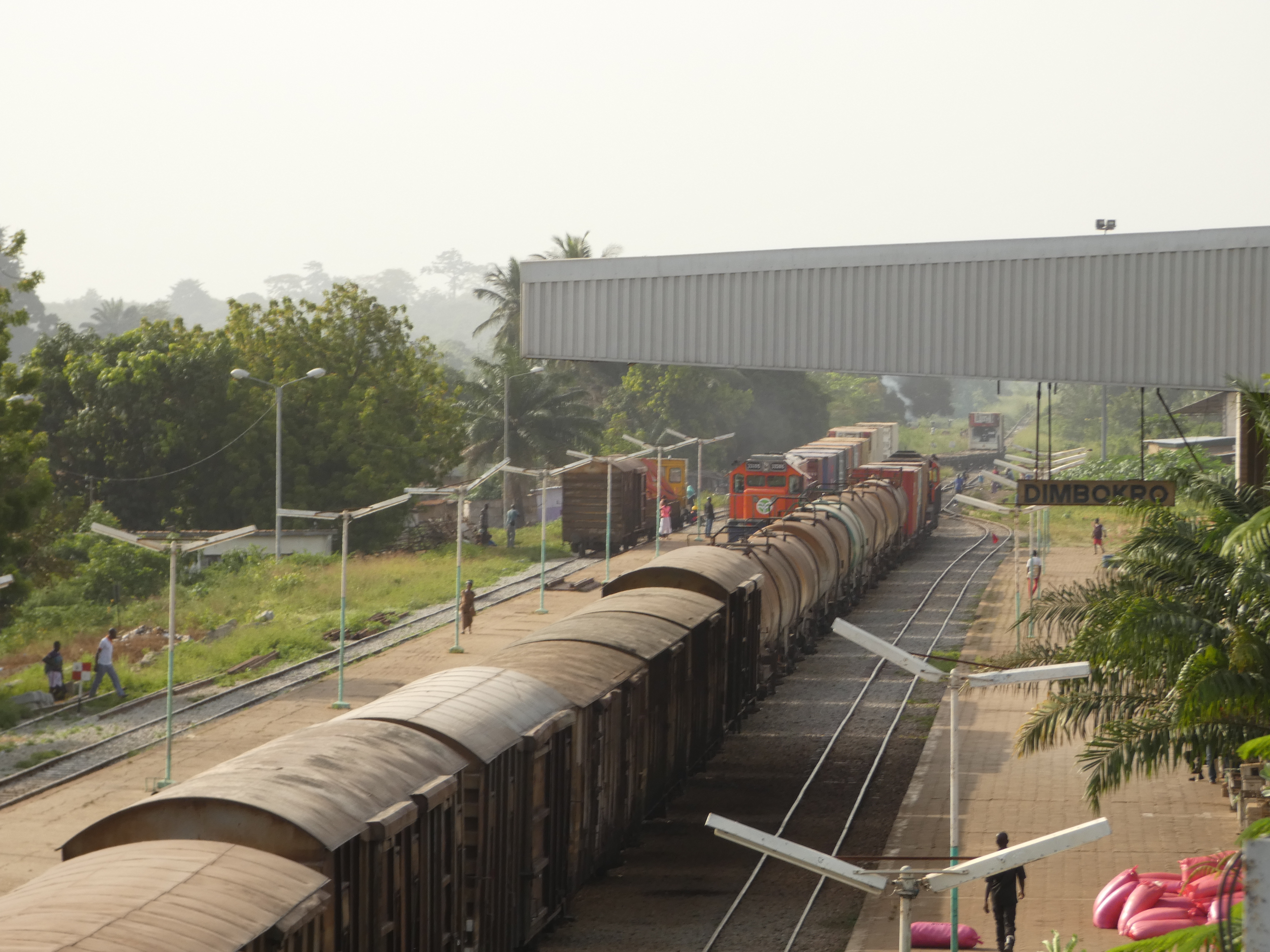
Güterverkehr im Bahnhof Dimbokro (2017)

Im Jahre 2001 transportierte SITARAIL über 800.000 Tonnen Fracht auf der einspurigen Strecke. Dabei entfiel etwa die Hälfte auf Mineralöle, 15 Prozent auf Klinker und zehn Prozent auf Seecontainer. Weizen und Getreide machen je ungefähr 3,5 Prozent der Gütertonnagen aus. Infolge des Krieges fiel die Tonnage im Jahre 2003 auf geschätzte 290.000 Tonnen.
2015 wurden wieder 900.000 t Fracht transportiert.

### Personenverkehr
2001 wurden 243.041 Passagiere über 93 Millionen Personenkilometer befördert. Laut einer Pressemitteilung aus dem Jahr 2016 lagen die Zahlen bei 300.000 Passagieren pro Jahr.

### Streckenlänge
- 1970: insgesamt 1.155 km, 517 km in Burkina Faso (Abidjan – Ouagadougou)
- 1985; insgesamt 1.245 km, 617 km in Burkina Faso (Abidjan – Ouagadougou – Kaya)[20]